# Julián Álvarez
|  | Aquest article tracta sobre El futbolista argentí. Si cerqueu altres significats, vegeu «Julián Álvarez (desambiguació)». |

Julián Álvarez (nascut el 31 de gener de 2000) és un futbolista professional argentí que juga com a davanter al club de la Lliga Atlètic de Madrid i a la selecció argentina. És el primer jugador de la història a guanyar la Copa del Món de la FIFA i un triplet continental en la mateixa temporada.
Álvarez va començar la seva carrera futbolística a la seva Argentina natal, on es va graduar a l'acadèmia de River Plate, i va debutar amb el primer equip al club el 2018. Allà va passar quatre temporades i va guanyar la Copa Argentina, la Copa Libertadores 2018 i la Primera Divisió Argentina el 2021, acabant com a màxim golejador de la competició. Va ser nomenat futbolista sud-americà de l'any el 2021. Va ser fitxat pel Manchester City el 2022, guanyant un triplet de la Premier League, la FA Cup i la UEFA Champions League en la seva campanya de debut, abans de marxar a l'Atlètic de Madrid el 2024 en un acord de sortida rècord del club.
Álvarez també va representar prèviament l'Argentina a diversos nivells juvenils i va competir a la Copa del Món Sub-20 de la FIFA 2019 i al Torneig Preolímpic CONMEBOL 2020. Va fer el seu debut internacional sènior l'any 2021 i va jugar als equips que van guanyar la Copa Amèrica 2021, la Copa del Món de la FIFA 2022 i la Copa Amèrica 2024.
El sobrenom d'Álvarez és "La Araña" (l'aranya) o "El Hombre Araña" (Spider-Man), a causa de la seva celebració de gol.

## Carrera de club

### River Plate

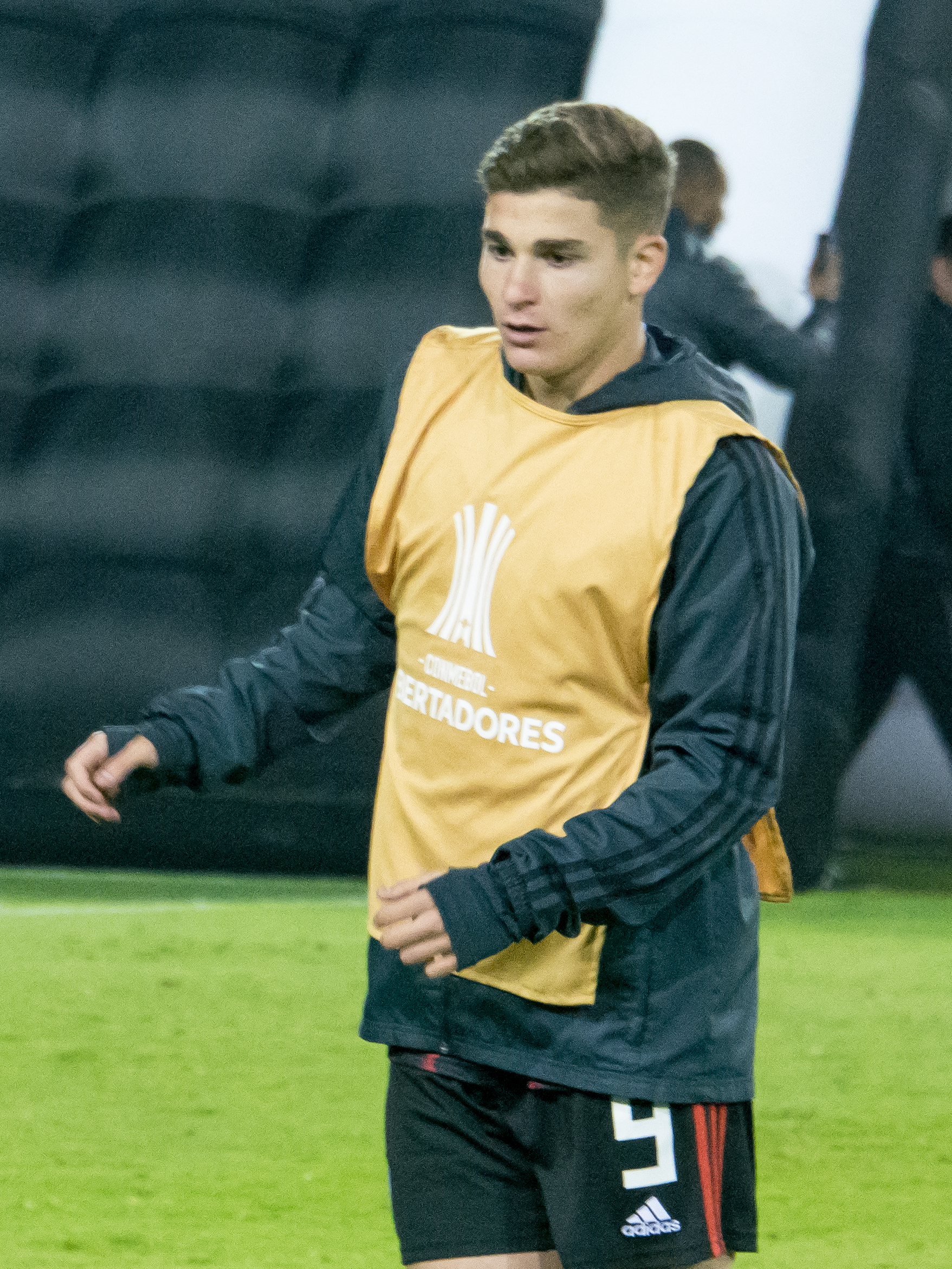
Álvarez entrenant amb el River Plate el 2019

Álvarez es va incorporar al River Plate procedent de l'Atlètic Calchín l'any 2016, participant de manera destacada a la Copa Generation Adidas amb els equips juvenils del club. Abans de fitxar pel River, Álvarez va fer proves amb el Boca Juniors i el Reial Madrid; marcant dos gols en cinc partits per aquest últim en un torneig juvenil. No va poder unir-se al Madrid per restriccions d'edat. Álvarez va ser traslladat a l'equip sènior del River Plate sota l'entrenador Marcelo Gallardo durant la temporada 2018-19, amb el seu debut professional el 27 d'octubre de 2018 durant un partit de Primera Divisió amb Aldosivi; va ser substituït per Rodrigo Mora quan faltaven 26 minuts per a la victòria per 1-0.
Álvarez va aparèixer tard durant el partit de tornada de la final de la Copa Libertadores 2018, amb el River guanyant al seu rival Boca Juniors. Álvarez va marcar el primer gol de la seva carrera sènior el 17 de març de 2019, marcant la victòria a la Lliga per 3-0 davant l'CA Independiente. Durant el desembre següent, va marcar a la final de la Copa Argentina del 2019 contra el Central Córdoba quan River va guanyar 3-0 per assegurar-se el trofeu. El 2020, Álvarez va marcar cinc gols en sis enfrontaments de la fase de grups de la Copa Libertadores.
El 25 de maig de 2022, Álvarez va marcar sis gols per al River Plate en la victòria per 8-1 sobre l'Alianza Lima a la Copa Libertadores.

### Manchester City
El 31 de gener de 2022, el seu 22è aniversari, es va confirmar que Álvarez havia signat pel campió de la Premier League, el Manchester City, amb un contracte de cinc anys i mig per una quota de transferència de 14 milions de lliures esterlines, i un acord que el jugador romandria cedit al River Plate fins al juliol.

#### 2022–23: temporada de debut i triplet continental
Álvarez va fer el seu debut competitiu el 30 de juliol, on el City va perdre 3-1 davant el seu rival Liverpool al FA Community Shield del 2022, marcant l'únic gol del seu equip en el procés. El 7 d'agost, Álvarez va debutar a la Premier League després de substituirErling Haaland en la victòria fora de casa per 2-0 contra el West Ham United. El 31 d'agost, Álvarez va marcar els seus dos primers gols a la Premier League en la victòria per 6-0 contra el Nottingham Forest al City of Manchester Stadium. El 5 d'octubre, va marcar el seu primer gol a la UEFA Champions League en la victòria per 5-0 contra el Copenhaguen.
El 17 de maig de 2023, Álvarez va marcar l'últim gol en la victòria per 4-0 sobre el Reial Madrid a la tornada de la semifinal de la Lliga de Campions, fet que va consolidar la classificació del seu club per a la final. Quatre dies després, va marcar l'únic gol en la victòria per 1-0 sobre el Chelsea per guanyar el seu primer títol de la Premier League i el tercer consecutiu per al seu club. El 10 de juny va guanyar la final de la Lliga de Campions amb el seu club, tot i ser un suplent no jugador, per esdevenir entre els jugadors que van guanyar la Copa del Món de la FIFA i la Lliga de Campions en la mateixa temporada, a més d'aconseguir tant aquesta última com la Lliga de Campions. Copa Libertadores. Amb això, també es va convertir en el primer jugador de la història del futbol a guanyar la Copa del Món i un triplet continental en la mateixa temporada.

#### 2023–24: titularitat
El 19 d'agost, Álvarez va marcar l'únic gol en la victòria per 1-0 davant el Newcastle United. Després de les lesions de Bernardo Silva i Kevin De Bruyne, Álvarez va començar a jugar amb més regularitat a l'onze inicial, registrant quatre contribucions de gols en els seus propers partits de la Premier League, incloses dues assistències en la victòria per 3-1 fora del West Ham United el 16 de setembre. Tres dies després, va marcar un doblet en la victòria del City per 3-1 a casa davant l'Estrella Roja de Belgrad a la UEFA Champions League. Álvarez va acabar en setena posició a la Pilota d'Or 2023. El 22 de desembre, el Manchester City va derrotar al Fluminense per 4-0 a la final de la Copa del Món de Clubs de la FIFA 2023, ja que Álvarez va marcar un doblet i va donar una assistència per reclamar el seu primer títol de Copa del Món de Clubs i acabar el torneig com a màxim golejador; sent el seu primer gol el més ràpid de la història de la competició als 40 segons. El 4 de maig de 2024, Álvarez va fer la seva aparició número 100 amb el City, marcant-lo amb un gol al final de la victòria per 5-1 a la Lliga davant el Wolverhampton Wanderers.

### Atlètic de Madrid
El 12 d'agost de 2024, el club de la Lliga, l'Atlètic de Madrid, va confirmar el fitxatge d'Álvarez amb un contracte de sis anys per valor de fins a 95 milions d'euros (81,8 milions de lliures esterlines), que es va convertir en una partida rècord del club per al City.

## Palmarès
River Plate
- Primera Divisió Argentina: 2021[4]
- Copa Argentina: 2018–19[4]
- Supercopa Argentina: 2019[4]
- Trofeo de Campeones: 2021[4]
- Copa Libertadores: 2018[4]
- Recopa Sudamericana: 2019[28]

Manchester City
- Premier League: 2022–23, 2023–24[29]
- FA Cup: 2022–23 ;[30] subcampió: 2023–24[31]
- Lliga de Campions de la UEFA: 2022–23[32]
- Supercopa de la UEFA: 2023[33]
- Copa del Món de Clubs de la FIFA: 2023[34]

Argentina
- Copa del Món de la FIFA: 2022[35]
- Copa Amèrica: 2021,[36] 2024[37]
- CONMEBOL–Copa de Campions de la UEFA: 2022[38]

Individual
- Equip del Torneig del Campionat Juvenil Sud-americà: 2019[39]
- Màxim golejador de la Primera Divisió Argentina: 2021
- Futbolista sud-americà de l'any: 2021